# Michele Theile
Michele Theile (eigentlich Michael Theile), (* 24. August 1935 in Positano; † 23. November 2017 in Positano) war ein deutsch-italienischer Maler. Er lebte und arbeitete in Positano, Italien (Provinz Salerno).

## Leben
Michele Theile wurde als Sohn deutscher Eltern, Ilse Bruck-Bondy (* 1897 in Bremen) und Harald Theile in Positano geboren. Ilse Bruck-Bondy war als Jüdin schon kurz nach der Machtergreifung Hitlers aus dem nationalsozialistischen Deutschland geflohen, weil sie auch aufgrund ihrer politischen Überzeugungen Verfolgung befürchten musste, und hat so als einziges Mitglied ihrer Bremer Familie den Holocaust überlebt. Sie fand in Süditalien, wie einige andere in Deutschland Verfolgte, eine von der Dorfgemeinschaft geschützte Zuflucht auf Widerruf Harald Theile kam auf Einladung seines Freundes Armin T. Wegner nach Positano und lernte dort Ilse Bruck-Bondy kennen.
Grundlegend für Michele Theiles künstlerische Bildung waren die Bekanntschaften mit Malern, die in den 1930er bis Anfang der 1940er Jahre Deutschland verlassen hatten und ständig in Positano lebten. Als junger Mann lernte Theile den Schriftsteller Stefan Andres kennen, seine Mutter tippte das Manuskript der Novelle Wir sind Utopia. Mit fünfzehn fand er in den Malern Karli Sohn-Rethel und Kurt Craemer seine Meister. Mit Werner Gilles und Roberto Scielzo (1906–1973) freundete er sich an.
Ab 1950 studierte er an der Kunsthochschule Bremen und ferner Grafik an der Akademie der Bildenden Künste München. 1957 kehrte er nach Positano zurück, wo er mit einigen Unterbrechungen bis zu seinem Tod im Jahr 2017 lebte und arbeitete. Er unternahm Studienreisen nach Frankreich, Griechenland, England (wo er längere Zeit in London lebte), in die Schweiz, nach Österreich und später nach Marokko und immer wieder in die Türkei, wo er die Motive für sein Spätwerk fand.
Sein Wohnhaus vermachte er einer Stiftung, die dort in der „Casa Theile“ Künstlern die Möglichkeit bietet, als „Artists in Residence“ eine Weile zu arbeiten.

## Werk
Theile malt vor allem menschenleere Landschafts- und Städtebilder mit den für Süditalien typischen und bekannten Motiven. Kubische, einander überschneidende Formen, gemalt mit einer reduzierten Farbpalette mit feinen tonalen Abstufungen und die Konturierung der Formen durch Schattenlinien sind das auffallende Merkmal seiner Bilder.

## Ausstellungen (Auswahl)
- 1962: Südliche Impressionen, Italienisches Kulturinstitut, Köln und Internationales Bildungswerke „Die Brücke e. V.“, Düsseldorf
- 1964: Ölbilder, Gouachen, Graphik; Positano. Kunstamt Charlottenburg, Berlin[4]
- 1965: Galerie Basilisk, Wien[5]
- 1965: Istituto Italiano di Cultura, Hamburg[6]
- 1978: Museo Vivo, Rom
- 2005: Le case vere, Pinacoteca Provinciale, Salerno[7]